# Art of Life Live
Az Art of Life Live az X Japan japán heavymetal-együttes koncertalbuma, mely 1998. március 18-án jelent meg a Polydor kiadásában. A lemez 20. helyezett volt az Oricon slágerlistáján. A felvétel később VHS-en és DVD-n is megjelent.

## Számlista
Az összes szám szerzője Yoshiki. 
| #  | Cím         | Hossz |
| -- | ----------- | ----- |
| 1. | Art of Life | 34:08 |